# Vatanabe Oszamu
Vatanabe Oszamu (渡辺 長武 ; Hepburn: Watanabe Osamu; 1940. október 21. – 2022. október 1.) kétszeres világbajnok és egyszeres olimpiai bajnok japán birkózó. A világ valaha volt egyik legjobb birkózójának tartják, aki ugyan nem volt különösebben termetes vagy erős, gyorsaságának és kivételes technikai tudásának köszönhette eredményeit.

## Élete és pályafutása
19 évesen nyerte az első országos bajnokságot, 1960 és 1964 között négyszer védte meg a címét. 1962-ben könnyedén megnyerte az amerikai bajnokságot és a világbajnokságot is, mellyel meglepte a sportág szakértőit. Világbajnoki címét 1963-ban is megvédte, majd az 1964-es olimpián is győzedelmeskedett. Amatőr pályafutása alatt egyetlen mérkőzést sem veszített el, a Japán képviseletében vívott mérkőzései során ellenfelei egyetlen pontot sem tudtak szerezni ellene. Mintegy 186 mérkőzést nyert meg így. Az olimpia után visszavonult, egy reklámcégnél kezdett dolgozni.

### Olimpiai szereplése
| Versenyző       | Versenyszám | 1. forduló                          | 2. forduló                   | 3. forduló                    | 4. forduló                   | 5. forduló                  | Döntő                                                                                     | Helyezés |
| Versenyző       | Versenyszám | Ellenfél Eredmény                   | Ellenfél Eredmény            | Ellenfél Eredmény             | Ellenfél Eredmény            | Ellenfél Eredmény           | Ellenfél Eredmény                                                                         | Helyezés |
| --------------- | ----------- | ----------------------------------- | ---------------------------- | ----------------------------- | ---------------------------- | --------------------------- | ----------------------------------------------------------------------------------------- | -------- |
| Vatanabe Oszamu | 63 kg       | Baldangiin Sanjaa (MGL) · kétvállas | John Smith (NRH) · kétvállas | Raúl Romero (ARG) · kétvállas | Reiner Schilling (EUA) · 1-3 | Sztancso Ivanov (BUL) · 1-3 | 2. mérkőzés · Nodar Hohasvili (URS) · 1-3 · Hozott eredmény · Sztancso Ivanov (BUL) · 1-3 |          |